# 刚毛委陵菜
刚毛委陵菜（学名：Potentilla asperrima）是蔷薇科委陵菜属的植物。分布于俄罗斯东西伯利亚及远东地区以及中国大陆的黑龙江等地，生长于海拔200米至300米的地区，多生于砂地、林缘及草甸，目前尚未由人工引种栽培。